# Press F to pay respects
Press F to pay respects (ou traduzindo para o português pressione F para prestar respeitos) é um meme da Internet que se originou no jogo Call of Duty: Advanced Warfare da série Activision Call of Duty. Depois que o jogo foi lançado em novembro de 2014, muitos jogadores de videogame ridicularizaram os elementos interativos obrigatórios no funeral, que pareciam inadequados no serviço memorial. Desde então, os comentaristas da Internet o têm usado para expressar simpatia ou reconhecimento por acontecimentos infelizes.

## Origem
No jogo Call of Duty: Advanced Warfare, "Pressione F para Prestar Respeitos" ou "Pressione X para Prestar Respeitos" para versões de console, é um prompt de ação apresentado em um evento em tempo rápido durante uma cena de funeral.
Depois que o jogo foi lançado em novembro de 2014, muitos críticos e jogadores ridicularizaram a cutscene porque seus elementos interativos forçados ou estranhos pareciam deslocados no serviço memorial. Esses mecanismos têm sido criticados e ridicularizados por comportamentos arbitrários e desnecessários, e não são bons o suficiente para se adaptar ao momento triste do funeral que o jogo quer transmitir. Essa frase foi separada de sua fonte e acabou tornando-se um meme da Internet em si, às vezes usada não ironicamente: no fluxo de homenagem do tiroteio de Jacksonville, o público postou a letra "F" no chat.

### F no chat
Com o aumento da popularidade do meme, ele deu um novo significado à própria letra "F", que é associada à tristeza e ao fracasso. No Twitch, site de transmissão ao vivo, sempre que isso acontece, o conteúdo do chat passa a ser spam, fazendo com que o streamer e outros usem o termo "F no chat" para se referir a ele. "F" geralmente pode ser usado para responder a qualquer notícia infeliz na Internet. Depois de sua popularidade, ele rapidamente se espalhou para todos os videogames, inclusive sendo citado por vários sites de videogame. Em 2014, a celebridade do programa noturno Conan O'Brien analisou Advanced Warfare em um episódio do esquete "Ignorant Gamer" e criticou a maior parte da jogabilidade, incluindo a cena "pressione X para prestar respeitos".

## Recepção
Vitor Braz da GameRevolution o descreveu como um dos memes de videogame mais populares de todos os tempos. Cecilia D'Anastasio do Kotaku chamou esse meme de icônico, e até afirmou que não era porque era "muito estúpido", mas porque "o equilíbrio entre 'tristeza' e 'desrespeito' é tão interessante e distorcido". Ky Shinkle da Screen Rant descreveu-o como um meme de videogame que nunca envelhece, e afirmou que é comum entre os jogadores quando "F" aparece em notícias ou circunstâncias infelizes.
Morgan Park da PC Gamer descreveu o meme como um dos maiores legados de Call of Duty. A revista Paste o descreveu como um "meme pronto" e terrivelmente engraçado.